# Union nationale des étudiants du Maroc
L'Union nationale des étudiants du Maroc (UNEM) est un syndicat étudiant marocain créé en 1956. Ce syndicat a été tour à tour, proche du mouvement national autour de l'Istiqlal et l'Union socialiste des forces populaires, puis marxiste-léniniste. L'arrivée à l'université d'étudiants islamistes dans les années 1980 bouleverse l'orientation politique du mouvement. Le syndicat fut interdit pendant 5 ans de 1973 à 1978. 

## Histoire
L'histoire du mouvement syndical étudiant au Maroc a commencé en 1956 avec la création de l'Union nationale des étudiants du Maroc (UNEM). Après une première expérience nationaliste qui a duré 5 ans autour du Parti de l'Istiqlal, le «parti de l'indépendance», une seconde phase commence en 1961 lors du VIe congrès de l'UNEM à Azrou. La majorité des adhérents passe à l'opposition autour de l'Union nationale des forces populaires, parti de gauche. Plusieurs mouvements de contestations et de grèves étudiantes s’ensuivent, les années suivantes. Un président de l'UNEM, Hamed Barrada est contraint de s'exiler en Algérie et est, condamné à mort par contumace. Mohamed Haloui, son successeur à la  présidence de l'Union nationale des étudiants marocains, est plusieurs fois arrêté et molesté,,. En janvier 1964, le ministère de l’intérieur marocain interdit aux élèves (lycéens et collégiens) d’adhérer à cette Union étudiante. En 1965, l'Union est menacée cette fois d'être dissoute pour non-conformité de certains éléments de ses statuts, mais ceux-ci sont modifiés pour échapper à cette menace du pouvoir,. Les leaders de l'organisation étudiante sont cependant contraints en 1966 à une incorporation dans l'armée.
La fin des années 1960 est propice dans le monde à une radicalisation des mouvements étudiants, avec mai 68 en France, le printemps de Prague en Tchécoslovaquie, la révolution culturelle chinoise, etc. Au Maroc, en 1969, une troisième phase de l'histoire de l'UNEM apparaît lors du  XIIIe congrès du syndicat à Casablanca. Les étudiants marxistes-léninistes d'Ila Al Amame contestent le pouvoir des étudiants socialistes. Des grèves éclatent à nouveau. Le pouvoir réagit par la répression.
Mi-janvier 1973, le siège de l'organisation est investi. Des responsables de cette Union sont arrêtés,. Le 24 janvier 1973, l'UNEM est interdite et dissoute. Quelques concessions sont également faites par le pouvoir. Ainsi, le 12 août 1976, un arrêté du ministre de l'enseignement supérieur organise l'élection de représentants des étudiants à l'Université et aux conseils d'établissements.
En novembre 1978, l’UNEM est réautorisée. Une nouvelle génération prend en main sa reconstruction. La quatrième phase de l'UNEM commence lors du XVIIe congrès du syndicat, en 1979. Les forces de gauches sont émiettées avec l'apparition de divers groupuscules, mais des islamistes se montrent de plus en plus actifs. Ceci coïncide avec l'arrivée progressive des islamistes qui se renforcent de plus en plus dans la société marocaine durant les années 1980. En conséquence les gauchistes de l'Organisation de l'action démocratique populaire tentent de reconquérir le syndicat estudiantin en 1989 par une réorganisation de ses structures de base, mais sans succès. En effet, d'autres forces gauchistes parmi les étudiants entrent en scène, il s'agit des « Quaîdiyyin », ce qu'on pourrait traduire par les « partisans de la base ». Ils refusèrent toute réforme et déclarèrent qu'il fallait faire de la politique par le bas en créant des comités dans les universités marocaines. Finalement,  les étudiants islamistes prennent le pouvoir dans les années 1990. Au début du siècle actuel, le mouvement a perdu de son influence au sein des étudiants.

## Représentation dans les universités marocaines
L'UNEM est représentée par des comités locaux dans les universités suivantes :
- Agadir : Université Ibn Zohr
- Casablanca : Université Hassan II - Ain Chok
- El Jadida : Université Chouaib Doukkali
- Fès : Université Sidi Mohamed Ben Abdellah
- Kénitra : Université Ibn-Tofail
- Marrakech : Université Cadi Ayyad
- Beni-Mellal : Université Soultan Moulay Sliman
- Meknès : Université Moulay-Ismaïl
- Mohammédia : Université Hassan II - Mohammedia
- Rabat : Université Mohammed V - Agdal, Université Mohammed V - Souissi
- Settat : Université Hassan-Ier
- Tanger-Tétouan : Université Abdelmalek Essaâdi
- Oujda : Université Mohamed Ier

À cette liste s'ajoutent d'autres comités dans certaines écoles d'ingénieurs, notamment à l'École nationale de l'industrie minérale et l'École Hassania des travaux publics.

## Critiques
Actuellement, l'Union nationale des étudiants du Maroc fait sujet de plusieurs critiques. Abderrazak Afilal, un des fondateurs de l'UNEM dans les années 1950, et secrétaire général de l'Union générale des travailleurs du Maroc de 1964 à 2006, la considère comme syndicat revendicatif et non participatif dans le paysage réformateur. L'UNEM s'est transformée d'une pépinière de personnalités politiques à un simple revendicateur des conditions de vie des étudiants à travers ses comités dans les universités et dans quelques grandes écoles. Entre 2005 et 2009, l'École nationale de l'industrie minérale connaît de longues grèves (parfois ouvertes) afin d'améliorer les conditions de vie au sein de l'école (restauration, sanitaire, etc.). 